# Domenico Tognetti
Domenico Tognetti (* 30. November 1825 in Bedano; † 27. Februar 1911 ebenda) war ein Schweizer Rechtsanwalt, Notar, Richter am Appellationsgericht, Politiker, Tessiner Grossrat und Staatsrat.

## Biografie
Domenico Tognetti war Sohn des Serafino und seiner Frau Rosa geborene Cremona aus Arosio. Er heiratete Luigia Meotti aus Mailand. Er studierte Rechtswissenschaft an der Universität Pisa, wo er 1848 im ersten Italienischen Unabhängigkeitskrieg ins toskananische Universitätsbataillon eintrat. Danach kehrte er in den Kanton Tessin zurück, wurde Anwalt in Lugano und war bis 1884 für kurze Zeit Ersatzrichter am Appellationsgericht.
Als Politiker war er ein Vertreter der Konservativen Partei, Abgeordneter des Grossrates von 1877 bis 1882, von 1884 bis 1901 und von 1908 bis 1911 (Präsident 1878, 1886 und 1890) sowie 1891 im Verfassungsrat. Er wirkte als Staatsrat, Leiter der Departemente des Innern und der Finanz- und Materialkontrolle von 1882 bis 1884. Im Jahr 1893 spielte er eine entscheidende Rolle bei der Errichtung der Sekundar- und Zeichenschule der Stiftung Istituto Rusca in Gravesano, die durch ein Legat von Matteo Rusca ermöglicht worden war.